# Орандж (Коннектикут)
Орандж (англ. Orange) — місто (англ. town) в США, в окрузі Нью-Гейвен штату Коннектикут. Населення — 14 280 осіб (2020).

## Демографія
Згідно з переписом 2010 року, у місті мешкало 13 956 осіб у 5123 домогосподарствах у складі 3997 родин. Було 5345 помешкань
Расовий склад населення:
| - 89,0 % — білих - 7,5 % — азіатів - 1,4 % — чорних або афроамериканців - 0,1 % — корінних американців |

До двох чи більше рас належало 1,3 %. Частка іспаномовних становила 2,9 % від усіх жителів.
За віковим діапазоном населення розподілялося таким чином: 23,3 % — особи молодші 18 років, 57,6 % — особи у віці 18—64 років, 19,1 % — особи у віці 65 років та старші. Медіана віку мешканця становила 45,7 року. На 100 осіб жіночої статі у місті припадало 93,7 чоловіків; на 100 жінок у віці від 18 років та старших — 90,9 чоловіків також старших 18 років.
Середній дохід на одне домашнє господарство становив 142 129 доларів США (медіана — 109 538), а середній дохід на одну сім'ю — 165 185 доларів (медіана — 131 840). Медіана доходів становила 86 706 доларів для чоловіків та 65 183 долари для жінок. За межею бідності перебувало 3,3 % осіб, у тому числі 1,3 % дітей у віці до 18 років та 4,6 % осіб у віці 65 років та старших.
Цивільне працевлаштоване населення становило 7010 осіб. Основні галузі зайнятості: освіта, охорона здоров'я та соціальна допомога — 32,5 %, науковці, спеціалісти, менеджери — 11,9 %, виробництво — 8,2 %, роздрібна торгівля — 8,0 %.

## Персоналії
- Вільям Атертон (*1947) — американський актор.